# Tenuipalpus heveae
Tenuipalpus heveae är en spindeldjursart som beskrevs av Baker 1945. Tenuipalpus heveae ingår i släktet Tenuipalpus och familjen Tenuipalpidae. Inga underarter finns listade i Catalogue of Life.